# VOICE MAGICIAN V 〜DEEP IMPACT〜
『VOICE MAGICIAN V 〜DEEP IMPACT〜』（ヴォイス・マジシャン・ファイブ ディープ・インパクト）は、日本の歌手・HAN-KUNの5枚目のオリジナル・アルバム。
2017年8月2日にトイズファクトリーより発売。

## 概要
- オリジナルアルバムとしては2014年に発売された「VOICE MAGICIAN IV 〜Roots&Future〜」から約3年1ヶ月ぶりとなった。
- 初回盤には、Billboard Live TOKYOで行われたワンマンライヴ「MAGIC MOMENT SHOW CASE＠Billboard Live 2017」のライブ映像を収録したDVDが付属。

## 収録曲
1. V
2. DEEP IMPACT
アルバムのサブタイトルにもなっている楽曲。
3. TEPPEN!!
テレビ朝日系「ワールドプロレスリング」8・9月ファイティングミュージック
4. NEXT TO YOU
5. MELODY OF LOVE
6. RUN THE WORLD
7. WANNA BE FREE
8. ETERNAL FIRE
9. RESPECT
『MAGIC MOMENT SHOW CASE VOL.4〜RESPECT〜』のテーマ曲として制作された楽曲。
10. 無問題
本作のリードトラック。
PVにはモノマネ芸人のジャッキーちゃん、モデル・タレントの梨衣名、格闘家の北岡悟らが出演している。
11. PULL UP
海外のリディム「Cure Pain」を使った楽曲。
12. 希望の空
「無問題」と同じく本作のリードトラック曲。
ニューヨーク滞在中にセッションしたSteady MusicのWATARUとの合作。